# Hard Truck (серия игр)
Hard Truck — серия компьютерных игр в жанре автосимулятора, сосредоточенная на управлении грузовыми автомобилями. Игры серии были разработаны различными компаниями и издавались американским издательством ValuSoft. В России игры серии были изданы компанией «Бука».
Серия Hard Truck, тесно связанная с российской серией «Дальнобойщики», получила достаточное признание в профильной среде и повлияла на другие игры: в частности, благодаря ей была создана серия 18 Wheels of Steel (рус. «18 стальных колес»).

## Игры серии
- 1999 — Hard Truck: The Road to Victory (российское название: «Дальнобойщики: Путь к победе») (разработчик: SoftLab-NSK)
- 2001 — Hard Truck 2 («Дальнобойщики 2») (разработчик: SoftLab-NSK)
  - 2001 — Hard Truck 2: King of the Road («Дальнобойщики 2. Издание второе, дополненное») (разработчик: SoftLab-NSK)
- 2002 — Hard Truck: 18 Wheels of Steel («Hard Truck: 18 стальных колёс») (разработчик: SCS Software)
- 2005 — Hard Truck Apocalypse (Ex Machina) (разработчик: Targem Games)
- 2006 — Hard Truck Apocalypse: Rise of the Clans («Ex Machina: Меридиан 113») (разработчик: Targem Games)
- 2006 — Hard Truck Tycoon (разработчик: G5 Software)

## Истории разработки

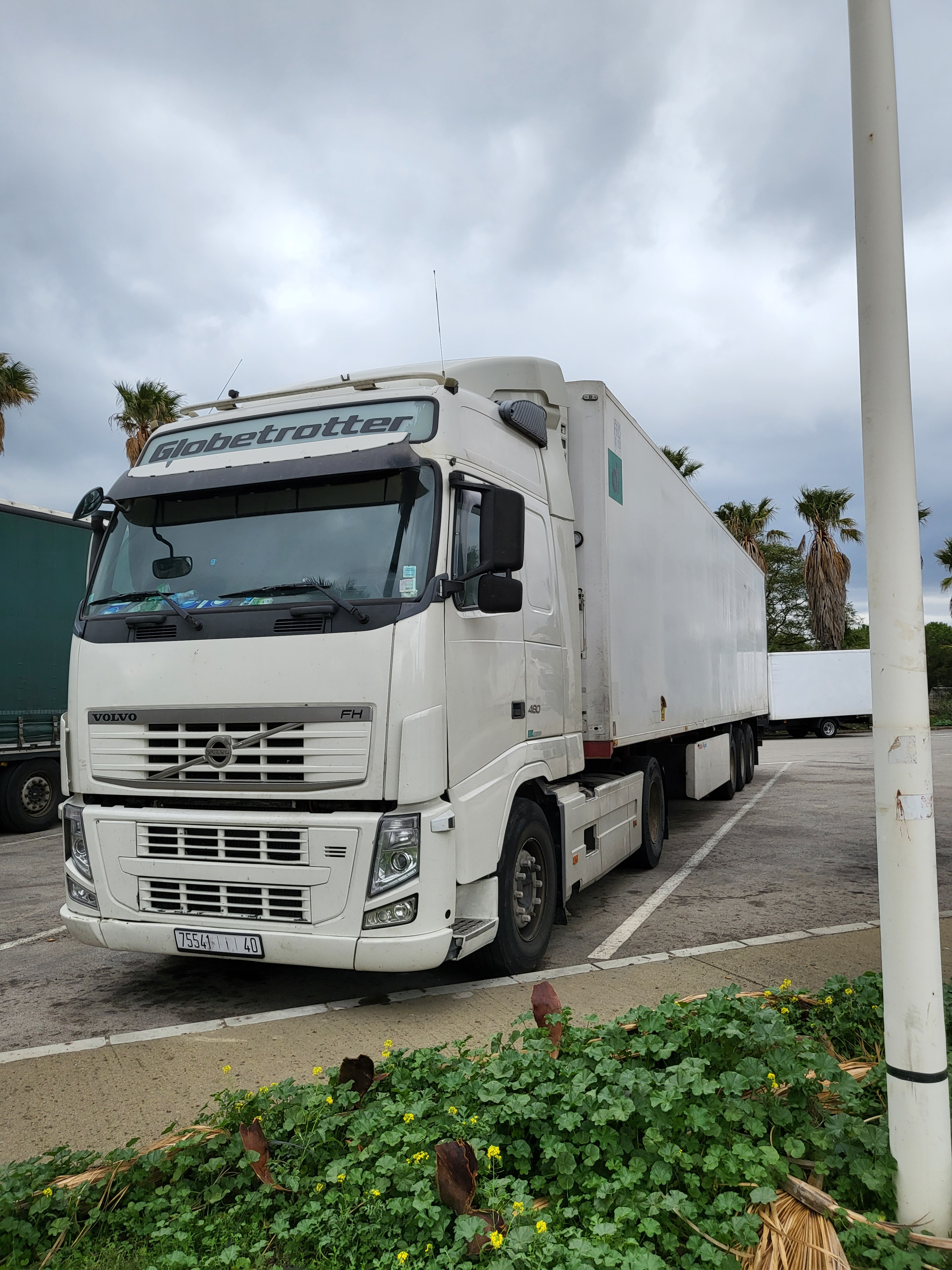
Volvo FH — одна из машин, которыми можно управлять в Hard Truck 2.

Первые две игры серии, Hard Truck: Road to Victory и Hard Truck 2, известны в России как «Дальнобойщики» и «Дальнобойщики 2». Они были выпущены в 1999 и 2001 годах соответственно. Hard Truck — название, данное играм зарубежным издателем ValuSoft в своей локализации. «Дальнобойщики» разработаны новосибирской компанией SoftLab-NSK и позволяют игроку оказаться в роли водителя грузовых автомобилей, выполняя поездки по вымышленным городам России. В ходе локализации был не только проделан перевод на английский язык, но и адаптированы топонимы — названия виртуальных городов.
В том же 2001 году состоялся релиз улучшенной версии Hard Truck 2 — Hard Truck 2: King of the Road (в России изданной как «Дальнобойщики 2. Издание второе, дополненное»). В этой версии были исправлены и улучшены некоторые нюансы оригинала, в частности, создана новая система дозаправки в режиме симуляции, изменены цены на топливо, обновлено меню ремонта, улучшена графика и физика вождения.
В 2002 году состоялся выход очередной части серии — Hard Truck: 18 Wheels of Steel. Издательство ValuSoft уже привлекло к её разработке другую компанию — возможно, это связано с занятостью SoftLab-NSK над «Дальнобойщики 3: Покорение Америки» (Rig 'n' Roll), впоследствии выпущенной в 2009 году. 
Hard Truck: 18 Wheels of Steel позднее стала основой для новой серии игр, также издававшейся ValuSoft — 18 Wheels of Steel (рус. «18 стальных колес»).
Четвертая и пятая игры серии — Hard Truck Apocalypse и Hard Truck Apocalypse: Rise of the Clans — известны на территории России как Ex Machina и «Ex Machina: Меридиан 113». Игры были разработаны российской компанией Targem Games и выпущены в 2005 и 2006 годах соответственно. Они представлены в жанре автосимулятора с элементами RPG, а стилистика реализма уступила место постапокалиптике и научной фантастике.
Шестая и последняя игра серии, Hard Truck Tycoon, выпущенная также в 2005 году, была разработана российской компанией G5 Software, и издана вновь ValuSoft в США и «Букой» в России, — она представляет собой экономическую стратегию, сфокусированную на управлении грузоперевозками.
Примечательно, что «Дальнобойщики 3: Покорение Америки» 2009 года, разработанные вновь SoftLab-NSK и изданные под названием Rig 'n' Roll на англоязычном рынке компанией THQ — владельцем, на тот момент, компании ValuSoft, также нередко позиционировалась своими разработчиками и издателями как «продолжение серии Hard Truck».

## Рецензии и оценки

Обложка игры Hard Truck: 18 Wheels of Steel 2002 года.

Самые первые игры серии, Hard Truck: Road to Victory и Hard Truck 2, также известные в русскоязычных странах как «Дальнобойщики» и «Дальнобойщики 2», получили достаточно высокие оценки игровой прессы, однако критике подвергались многочисленные баги, допущенные разработчиками. Так, российский журнал Game.EXE оценил первую часть, Road to Victory («Путь к победе») на 84% из 100%; «Страна игр» (в своей рецензии, опубликованной в том же 1998 году) присудила игре оценку 8 из 10; газета «Компьютер и мы» оценила игру в  4 из 5. 
Вторая часть, Hard Truck 2 («Дальнобойщики 2») получила ещё более высокие оценки — крупнейшее, на тот момент, игровое издание Absolute Games оценило игру в 85% из 100%. Рецензент отметил, что разработчики исправили ошибки первой игры и смогли сделать её не только аналогом Elite, но и превзойти Motor City и Carmageddon в плане открытого мира и игровой свободы. Обозреватель выделил игровую систему зарабатывания денег при перевозках в сочетании с возможным влиянием других машин на исход такой гонки, различные особенности управления фургонами и тягачами и реализацию погоды и смены времени суток. В качестве недостатков он выделил невысокий уровень ИИ и недостаточно хорошую оптимизацию. Game.EXE оценил игру на 4 из 5; «Игромания» поставила игре 8 из 10. Впоследствии, обе игры стали считаться культовыми среди игроков. «Игромания» также отметила её в своем списке «лучших игр 2001 года».
Третья игра, Hard Truck: 18 Wheels of Steel (рус. «Hard Truck: 18 стальных колёс»), была разработана чешской компанией SCS Software совместно с Sunstorm Interactive. Издателем вновь выступила ValuSoft, а релиз состоялся в 2002 году. Игра получила в целом положительные оценки, так рецензент GameSpot оценил её в 72% из 100%, отметив, что «[это] — одна из тех игр, которая получила бы огромную выгоду от увеличения бюджета на разработку. Немного доработки могло бы многое добавить к этой интригующей, но несовершенной игре. Тем не менее, поклонники симуляторов и терпеливые водители могут найти много интересного в этой часто симпатичной и удивительно глубокой игре». Среднюю оценку, 50% из 100%, игре поставило российское издания Absolute Games. «Игромания» также отнеслась к игре прохладно, поставив 3,5 балла из 10.
Hard Truck Apocalypse (Ex Machina), в целом, также была положительно оценена. Российский AG.ru поставил игре 75% из 100%, критикуя некоторые недостатки игре, в то же время отмечая интересный игровой процесс: «перепало ли Ex Machina что-нибудь, не вызывающее нареканий? Да, и это ее главная особенность — свобода путешествий. До «Космических рейнджеров» бесконечно далеко, но трёхмерные ландшафты и двумерные панорамы космоса — не одно и то же. А если плюнуть на нудную «линию партии», забить кузов стеклотарой и рвануть через полконтинента, любуясь закатом, стреляя в грабителей и приветственно «бибикая» мирным купцам? Смысла — ноль, однако именно так от игры можно получить максимум удовольствия». 
Её сиквел, выпущенный в формате самостоятельного аддона, Hard Truck Apocalypse: Rise of the Clans, в целом, получил также неплохие оценки. Так, журнал «Седьмой волк», поставивший игре 74% из 100%, отметил, что «игра удалась. (...) Кое-какие огрехи (дизайн, кривая организация мультиплеера, манера подачи истории) старательно пытаются испортить удовольствие, но у них ничего не выходит. Слишком малы и несмышлены. Всё чаще и чаще отечественный разработчик радует нас действительно сильными проектами». AG.ru оценил игру в 72% из 100%.
Hard Truck Tycoon, последняя игра серии, разработанная российской компанией G5 Software, и изданная «Букой», а также адаптированная на английский язык и изданная в США постоянным издателем серии игр ValuSoft, получила в целом положительные оценки. Российский портал Igray.ru оценил её на 60% из 100%: «игра была бы гораздо веселее при условии продуманности картинки. В таком виде не покидает ощущение карикатурности и схематичности происходящих событий. С точки зрения экономики, не так уж плохо – можно придумать много вариантов гармоничной транспортной сети. Тут и разница в опыте водителей, и дорожные хитросплетения и развитие городов, и особенности ресурсной базы. Нет характерной для многих стратегий линейности», отметил автор издания. Среднюю оценку в 55% из 100% игра получила от немецкого издания PC Games: «то, что поначалу кажется столь же захватывающим, как и звучит для любителей строительных стратегий, по ходу игры становится все более скучным. Все заказы крайне схожи, транспортной альтернативы автомобильному транспорту нет, а разнообразие рано отходит на второй план», — выразил свою критику автор обзора. Рецензент Daily PC Game Reviews оценил игру чуть выше среднего (55% из 100%), призвав, однако, дать шанс игре: «предлагаю вам скачать демоверсию и опробовать Hard Truck Tycoon. Вы должны серьезно отбросить любые предубеждения, которые у вас могут быть по отношению к плохому английскому языку» (имеется ввиду качество английского перевода). В то же время российский ресурс StopGame.ru довольно сильно раскритиковал игру.

## Влияние
Серия игр Hard Truck оказала заметное влияние на развитие игр о грузовых автомобилях и нередко входила в списки лучших игровых серий, составляемых специализированными изданиями.
Благодаря Hard Truck появилась одна из крупнейших игровых серий о грузовиках — 18 Wheels of Steel (рус. «18 стальных колес»). Это связано с тем, что часть Hard Truck: 18 Wheels of Steel (2002), являясь частью линейки Hard Truck, одновременно открыла собой и новую серию, которая насчитывает восемь частей, выпускавшихся с 2002 по 2011 год. Уже упомянутая серия 18 Wheels of Steel, в свою очередь, также получила признание среди игроков и специализированных изданий и неоднократно включалась в списки лучших игр своего жанра.

## Финансовые показатели
В Соединенных Штатах игры серии Hard Truck были проданы тиражом 790,000 копий между январем 2000 и августом 2006, согласно данным журнала Edge.

## Сборники
Некоторые игры серии были изданы в сборниках на дисках.
Российский издатель «Бука», постоянный издатель этой серии игр, в 2005 году издавал сборник с заголовком «Золотая серия на DVD. Hard Truck». На диске DVD находилась Hard Truck: 18 Wheels of Steel, а также две игры, которые принято относить к родственной серии игр 18 Wheels of Steel — Across America и Pedal to the Metal.
ValuSoft издала игры серии в составе сборника The Complete Collection of 3 Classic Franchises (2015), куда включила также игры серий 18 Wheels of Steel и Hunting Unlimited.
В 2021 году Hard Truck: 18 Wheels of Steel была включена в сборник 18 Wheels of Steel Collection #1, распространяемый посредством цифровой дистрибуции в Steam и GOG.